# Pledge fund
Un Pledge Fund, traducido al español como capital comprometido, es una forma de capital privado o capital riesgo en la que todos los participantes del fondo trabajan hacia un objetivo común de inversión, comprometiéndose a realizar aportaciones de capital al fondo en el momento de la inversión en la empresa. La cantidad y la frecuencia de las aportaciones están comprometidos como parte del proceso. Esto hace que sea posible determinar de antemano cómo hacer el mejor uso de los recursos en el pledge fund a lo largo del proceso de inversión.
Después de la burbuja de las puntocom en los Estados Unidos, a finales de los 90, los fondos de capital riesgo se empezaron a preocupar por el devenir de sus inversiones en las empresas de nueva creación que buscaban financiación, las empresas conocidas como Start ups. 
Después de la burbuja de las puntocom, los fondos de capital riesgo se empezaron a preocupar por el devenir de las empresas de nueva creación que iban a financiar. Muchos inversores privados decidieron crear clubes de inversores, o clubes de Business Angels, al estilo Pledge Fund en lugar de seguir el formato convencional que se popularizó en la década de 1990. Esto fue en gran parte porque estos Pledge Funds no obligaban a los inversores ángel individuales invertir en empresas que la mayoría del grupo, o su consejo inversor, decidiera sino que permitía a cada miembro elegir si tomar parte en dicha inversión. Es decir, el inversor no debía desembolsar el capital con antelación en el fondo de inversión del que fuera miembro, sino sólo en el momento que decidía invertir en la empresa.
Este sistema de inversión fue muy bien recibido por parte de los inversores que estaban nerviosos por los resultados catastróficos que habían sufrido sus inversiones en las empresas, tecnológicas en su mayoría, durante la burbuja puntocom.
En España el primer Pledge Fund llegó en el año 2012.
- Datos: Q16937327